# Skuggan av en jätte
Skuggan av en jätte (originaltitel: Cast a Giant Shadow) är en amerikansk storbudget-actionfilm från 1966, baserad på den amerikanske militären Mickey Marcus liv. Rollerna spelas av bland andra Kirk Douglas, Senta Berger, Yul Brynner, John Wayne, Frank Sinatra och Angie Dickinson. Filmens är regisserad av Melville Shavelson, som även skrev filmmanuset och producerade filmen.

## Handling
Filmen handlar om den Israeliska statens tillblivelse och händelserna skildras ur en amerikansk militäradvokats och krigsveterans synvinkel. Förloppet börjar 1947, året före Israels självständighetsförklaring och fortsätter till slutet av kriget mot den arabiska legionen 1948.

## Rollista i urval
- Kirk Douglas – David "Mickey" Marcus
- Angie Dickinson – Emma Marcus
- Senta Berger – Magda Simon
- James Donald – Safir, major
- Yul Brynner – Asher, israelisk officer
- Stathis Giallelis – Ram Oren
- John Wayne – Mike Randolph, amerikansk general
- Frank Sinatra – Vince Talmadge, pilot
- Luther Adler – Jacob Zion
- Michael Shillo – Andre Simon
- Ruth White – Mrs. Chaison
- Rina Ganor – Rona
- Gordon Jackson – McAffee
- Topol – Abou Ibn Kader